# Gerald Lascelles
Gerald David Lascelles (ur. 21 sierpnia 1924 w Goldsborough Hall, Goldsborough, zm. 27 lutego 1998 w Bergerac) – młodszy syn Henry’ego Lascellesa i Marii Windsor, jedynej córki króla Jerzego V. Po abdykacji swego wuja Edwarda VIII zajmował 8. miejsce w sukcesji do brytyjskiego tronu.

## Młodość
Urodził się 21 sierpnia 1924 w Goldsborough Hall, Goldsborough jako młodszy syn Henry’ego Lascellesa i Marii Windsor i wnuk króla Jerzego V. Jego rodzicami chrzestnymi byli Edward VIII i Elżbieta Bowes-Lyon.
W latach 1964–1991 prezes British Racing Drivers’ Club.

## Małżeństwa i dzieci
15 lipca 1952 jego żoną została Angela Estree Lyssod D’Arcy Dowding. Para rozwiodła się w 1978. Małżeństwo doczekało się jednego syna:
- Henry Ulick Lascelles (ur. 19 maja 1953) – w latach 1979-1999 mąż Alexandry Morton, a od 2006 Fiony Wilmott. Z pierwszego małżeństwa ma syna Maximiliana Johna Geralda (ur. 19 grudnia 1991),

Drugi związek małżeński zawarł 17 listopada 1978 z Elizabeth Evelyn Collingwood. Ze związku pochodził jeden syn:
- Martin David Lascelles (ur. 9 lutego 1962) – poczęty przed ślubem rodziców. W 1999 ożenił się z Charmaine Eccleston i z tego związku pochodzi Alexander Joshua (ur. 2002). W 1988 urodziła się jego nieślubna córka Georgina Elizabeth, której matką jest Carol Douet.